# Filk (Musik)

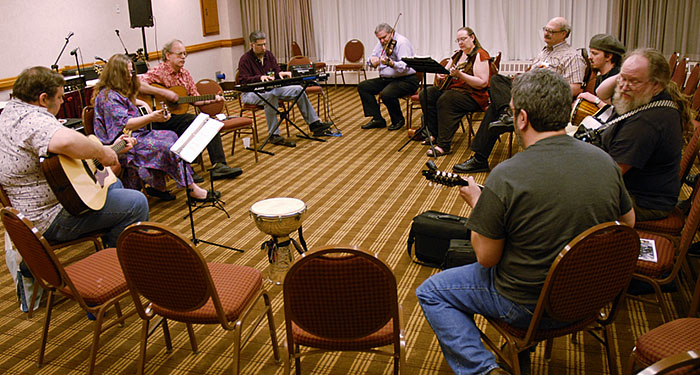
Filk-Circle auf einer Science-Fiction-Convention

Filk ist eine Musikrichtung, die sich formal an Folk anlehnt – daher der Name – und inhaltlich Science-Fiction- und Fantasy-Themen verwendet. Auch Musik aus Rollenspielen (insbesondere LARP) zählt mit zu diesem Genre. Beim Filk hat der Liedtext einen besonderen Stellenwert, da in den Liedern oft Geschichten erzählt oder Bezüge auf literarische Vorlagen genommen werden. Auch Parodien sind beliebt. Filk wurde erstmals in den 1960er Jahren im englischsprachigen Gebiet als eigenständige Musikrichtung identifiziert.
Es gibt eine ganze Reihe jährlicher Filk-Conventions (Musik-Treffen/Festivals), meist mit wenigen hundert Teilnehmern. Neben einem ausgedehnten Konzert- und Workshop-Programm sind ausgedehnte „Circles“ ein wesentlicher Bestandteil, bei dem die Teilnehmer neue oder beliebte Lieder vorstellen oder gemeinsam singen. Portable akustische Instrumente überwiegen daher (schon aus praktischen Gründen).
Medien (CDs) werden häufig nur in kleinen Auflagen produziert, sie sind daher nur selten regulär in Musikhandlungen und Kaufhäusern zu erhalten. Die Verbreitung erfolgt meist im Onlinevertrieb oder auf Conventions.
Entstanden ist Filk zunächst auf Science-Fiction-Conventions, bei denen Science-Fiction-Liedertexte zur Gitarre gesungen wurden. Bald wurde Filk auch zu Themen aus Fantasy, Medien (TV, Serien), Rollenspiel oder auch Computern gesungen. Die Instrumentierung erweiterte sich, es wurden auch immer professionellere Aufzeichnungen angefertigt. Heute liegen die Themen überwiegend im Fantasy-Bereich und die Melodien sind häufig von Folkmusik beeinflusst.

## Zentrale Filk-Weblinks (deutschsprachig)
- Das Sprungtor zum deutschen Filkfandom
- Kirstins Let's Filk About Homepage
- FilkCONtinental. Die Filk-Convention in Deutschland
- Die Filk-Datenbank mit CDs, Liedern und Künstlern

## Web-Verzeichnisse
- Linkkatalog zum Thema Filk (Musik) bei curlie.org (ehemals DMOZ)
- Liste der aktuellen Filk-Conventions
- Filk-FAQ (englisch)